# Filadelfia (municipio)
Filadelfia es una localidad y un municipio de Bolivia, ubicado en el norte amazónico del país. Administrativamente forma parte de la provincia de Manuripi en el departamento de Pando.
Según el último censo oficial realizado por el Instituto Nacional de Estadística de Bolivia (INE) en 2012, el municipio cuenta con una población de 5.756 habitantes y está situado a una altitud promedio de 230 metros sobre el nivel del mar.
El municipio posee una extensión superficial de 11.710 km², pero una población 5.756 habitantes, dando resultando a una densidad de población de 0,4 hab/km² (habitante por kilómetro cuadrado).

## Demografía
De acuerdo con el censo boliviano de 2024, la población del municipio de Filadelfia es de 7 941 habitantes.
La población del municipio aumentó tres veces y media entre 1992 y 2024: 
| Año  | Habitantes (municipio) | Habitantes (localidad) | Fuente                  |
| ---- | ---------------------- | ---------------------- | ----------------------- |
| 1992 | 2 373                  | 198                    | Censo boliviano de 1992 |
| 2001 | 3 145                  | 233                    | Censo boliviano de 2001 |
| 2012 | 5 756                  | 368                    | Censo boliviano de 2012 |
| 2024 | 7 941                  |                        | Censo boliviano de 2024 |